# Desaparecido en acción

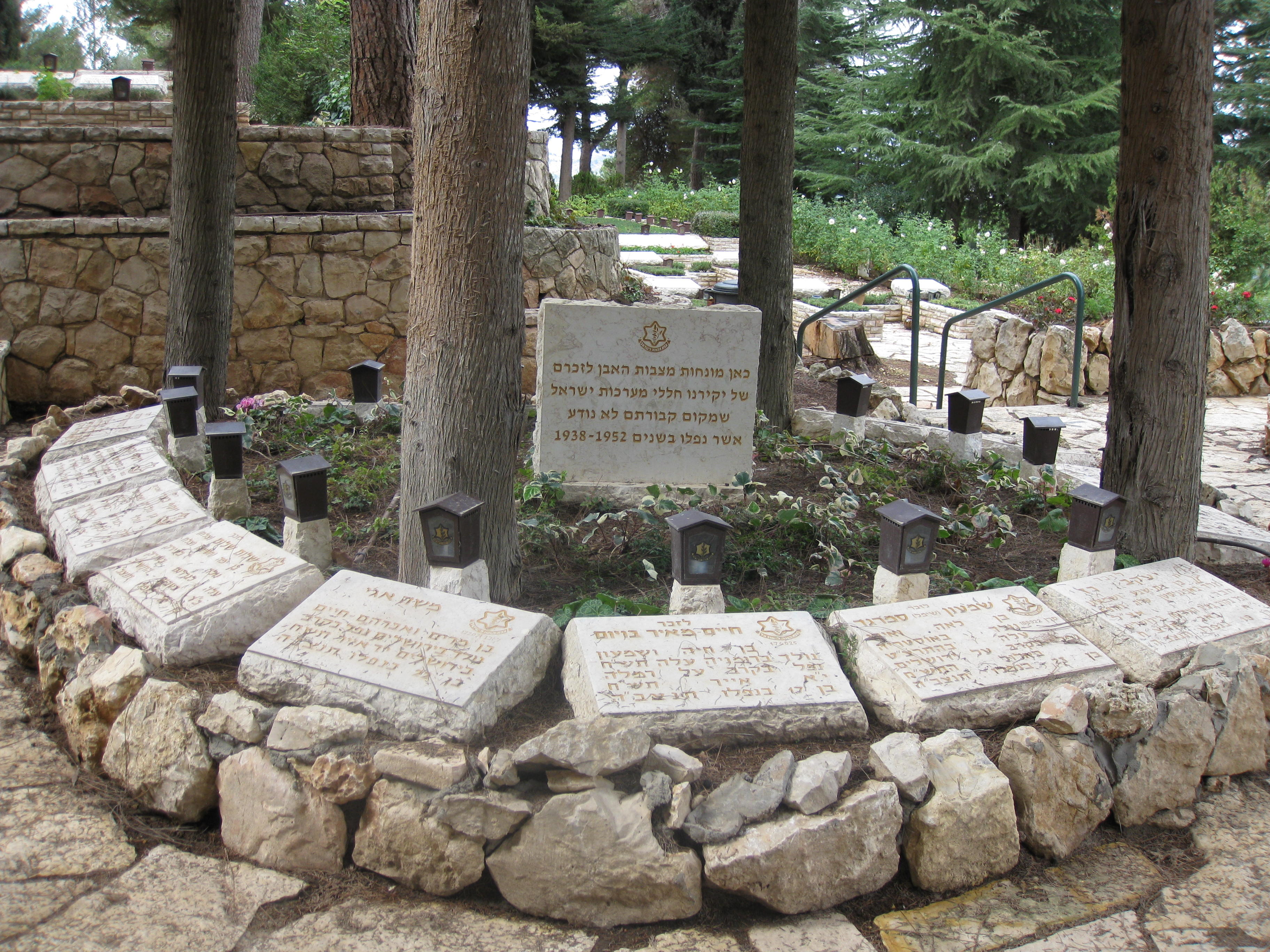
Jardín de los desaparecidos en combate en Israel.

El término desaparecido en combate (del inglés MIA, missing in action) designa a aquellos combatientes que dejaron de ser vistos por los miembros de su unidad o se perdió el contacto radiofónico con ellos en el transcurso de una operación militar, generalmente en suelo enemigo o controlado por el enemigo.

## Las razones de la desaparición
La desaparición en combate puede deberse a muchas causas, pero generalmente tiene un sentido negativo, haber caído en manos del enemigo.
Quizá la causa más benigna para el desaparecido sea por voluntad propia, esto es especialmente fácil para la infantería, la cual, como reconocen los propios militares, su condición le concede la capacidad de quedarse tras la maleza o tras una loma y no participar en el combate si no lo desea. De esta forma la desaparición en combate se relaciona con la deserción o la cobardía ante el enemigo, ambos tipificados en casi todos los códigos penales militares bajo una u otra definición y penados con las penas más duras.
La más dramática es la captura por el enemigo. En este caso cualquier combatiente puede acogerse a la Convención de Ginebra para ser tratado con humanidad; pero por su condición de desaparecido los captores suelen tener las manos libres para matarlo, torturarlo o tratarlo como semiesclavo. Esta situación es especialmente grave en guerras de guerrillas donde la crueldad entre ambos bandos suele llegar a niveles terribles. Está el caso de los cientos de soldados franceses hechos prisioneros por el Vietminh en la batalla de Cao Bang durante la guerra de Indochina donde la mayoría no resistió el cautiverio.

## Consecuencias de la desaparición en combate
Los desaparecidos en combate son una de las consecuencias de la guerra que más desmoraliza a la población civil y a la retaguardia; porque pueden ser capítulos que nunca se cierran al no poder los familiares saber si están muertos o vivos ni donde están.
Este impacto en la moral de la población fue durante muchas décadas un tema especialmente sensible en Estados Unidos que no quedó totalmente cerrado tras la guerra de Vietnam. Algunas autopsias revelaron que los restos entregados a los familiares eran imposibles de identificar si eran de su familiar o no; también aviones espía estadounidenses volando sobre Vietnam tomaron fotografías del césped de un jardín cortado de tal forma, que podría considerarse el código de un militar estadounidense desaparecido en combate durante la guerra y dado por muerto.